# Eurofighter Typhoon
Eurofighter Typhoon (tajfun) je enosedežni dvomotorni visokozmogljivi lovec tehnologije STOL; toda uporabljajo ga tudi kot lovski bombnik ali lovec prestreznik. Typhoon ima delta krilo in kanarde. Zasnoval ga je konzorcij evropskih družb BAE Systems, Airbus Group in Alenia Aermacchi. Za trženje letala so leta 1986 ustanovili podjetje Eurofighter Jagdflugzeug GmbH.
Razvoj lovca se je začel leta 1983 kot Future European Fighter Aircraft. Sodelovale so Združeno kraljestvo, Nemčija, Francija, Italija in Španija. Francija je pozneje odstopila in samostojno razvila Dassault Rafale. Demonstrator tehnologije British Aerospace EAP je prvič poletel 6. avgusta 1986. Prototip Eurofighterja pa je prvič poletel 27. marca 1994. Septembra 1998 so mu uradno dali ime Typhoon.
Razvoj letala je bil zelo podaljšan zaradi političnega vmešavanja. Bili so koflikti glede delitve dela in stroških razvoja. Po koncu Hladne vojne se je zmanjšala potreba po novem in dragem lovcu, kar je še dodatno podaljšalo razvoj. V operativno uporabo je vstopil leta 2003.  Uporabljajo ga Avstrijske letalske sile, Nemške letalske sile, Kraljeve letalske sile - RAF, Španske letalske sile in Savdske letalske sile. Letalske sile Omana so tudi naročile letalo. Skupaj (do 2013) je bilo naročenih 571 letal.
Bojni krst je doživel leta 2011 v Libiji.

## Uporabniki
- Avstrija
- Združeno kraljestvo
- Italija
- Nemčija
- Španija
- Norveška
- Oman

## Oborožitev
- 6 raket zrak-zrak kratkega dosega AIM-9L Sidewinder ali rakete kratkega dosega AMRAAM ter Iris-T
- 6 raket zrak-zrak srednjega dosega AIM-120 AMRAAM ali

rakete dolgega dosega BVRAAM, ter rakete na dolgi doseg Meteor
- 4 protiradarske rakete ALARM ali
- 4 protiladijske rakete Penguin ali Harpoon ali
- 18 protioklepnih raket Broimstone ali
- 6 kasetnic BL 755 ali
- 4 lasersko vodljive bombe Paveway GBU-10/16 ali
- 12 konvencionalnih bomb po 500 kg ali
- 4 raketni lanserji CRV-7 ali
- 3 dodatni rezervoarji goriva ali
- ali različne kombinacije zgoraj naštetih možnosti